# Apófisis estiloides temporal
La apófisis estiloides temporal, conocida también como apófisis estiloides del peñasco, es una estructura anatómica prominente de la cabeza ósea humana. Tiene forma de colmillo y se aloja en la cara inferior del peñasco del hueso temporal.

## Estructura
Estructuralmente, es una prolongación en forma de aguja situada por delante y lateral a la fosa yugular que parte de la superficie inferior del hueso temporal; desde allí sigue una trayectoria hacia abajo y hacia delante, adoptando una forma semejante a la de un colmillo de carnívoro. Sirve de punto de anclaje de varios músculos que intervienen en los movimientos de la lengua y la laringe. Corresponde a un resto del segundo arco branquial.
- La parte proximal ("timpanohioide") está envainada por la parte timpánica del hueso temporal
- La parte distal ("estilohiode") sirve de soporte y fijación a las estructuras que componen el ramillete de Riolano:
  - Ligamento estilohioideo
  - Ligamento estilomandibular
  - Músculo estilogloso (inervado por el nervio hipogloso)
  - Músculo estilohioideo (inervado por el nervio facial)
  - Músculo estilofaríngeo (inervado por el nervio glosofaríngeo)

El ligamento estilohioideo se extiende desde el ápice de la apófisis hasta el asta menor del hioides. En algunos casos se halla parcialmente osificado, y en otros la osificación es completa.

## Desarrollo
El estiloides se origina por la osificación endocondral del cartílago del segundo arco branquial.

## Patología relacionada
- Un pequeño porcentaje de la población sufrirá a lo largo de su vida el alargamiento del estiloides y la calcificación del ligamento estiloioideo, una alteración conocida como síndrome de Eagle.
- Los tejidos de la garganta rozan con la apófisis durante la deglución, con el consiguiente dolor a lo largo del nervio glosofaríngeo. También puede producir dolor al girar la cabeza o al estirar la lengua. Otros síntomas pueden incluir alteraciones de la voz, tos, mareos, migraña, neuralgia occipital, dolor en dientes y mandíbula, sinusitis y ojos inyectados en sangre.
- Dado que el par craneal VII, que comunica la cavidad bucal con el cerebro, pasa por una cavidad muy estrecha situada en la parte superior de esta prominencia ósea, en caso de estrechamiento el nervio puede quedar pinzado y transmitir señales erróneas. Se ha postulado que esta circunstancia puede podría estar en el origen del síndrome de boca ardiente.[4]

## Galería de imágenes

Imagen rotatoria del hueso temporal. La estiloides se muestra en rojo.
Imagen rotatoria desde punto de vista inferior oblicuo.